# Stefanos Tzimas
Stefanos Tzimas (in greco Στέφανος Τζίμας?; Salonicco, 6 gennaio 2006) è un calciatore greco, attaccante del Brighton.

## Caratteristiche tecniche
Centravanti forte nel gioco aereo e freddo sotto porta, abbina a una buona tecnica di base la capacità di proteggere palla e far salire la squadra. Viene paragonato a Benjamin Šeško.

## Carriera

### Club
Cresciuto nel settore giovanile del PAOK, nella stagione 2022-2023 ha esordito tra i professionisti realizzando 6 reti in 9 presenze con il PAOK B, squadra riserve del club bianconero, militante nella seconda divisione greca.
Ha in seguito debuttato in prima squadra il 10 gennaio 2023 nell'incontro di Coppa di Grecia vinto 2-0 contro il Kalamata; il 25 febbraio seguente ha debuttato anche in prima divisione greca contro il PAS Giannina e la giornata successiva ha segnato il suo primo golnel successo per 6-0 contro lo Ionikos, diventando il più giovane marcatore nella storia del club. Divenuto titolare a partire dalla stagione successiva, il 13 ottobre è stato inserito dal quotidiano britannico The Guardian nella lista dei migliori calciatori nati nel 2006. Nel corso della stagione 2023-2024 fa inoltre il suo esordio nelle competizioni UEFA per club, giocando 2 partite nei turni preliminari della UEFA Europa Conference League 2023-2024 ed ulteriori 2 partite nella fase finale della competizione stessa.
Il 27 giugno 2024 è stato ceduto in prestito al Norimberga, club militante nella seconda divisione tedesca, con cui ha avuto un ottimo impatto, segnando con regolarità nella prima parte di stagione. Il 3 febbraio è stato riscattato dai tedeschi per 18 milioni di euro e, nello stesso giorno, è stato ceduto al Brighton per 26 milioni. Nonostante ciò è rimasto in prestito al Norimberga fino al termine della stagione, conclusasi tuttavia in anticipo a causa di un infortunio muscolare patito nel mese di marzo.
Nell’estate del 2025 si è quindi unito al Brighton.

### Nazionale
Ha rappresentato la Grecia a livello giovanile nelle nazionali Under-16, Under-17, Under-19 (con cui ha inoltre anche preso parte al Europeo di categoria nel 2023, mettendovi a segno 2 reti) ed Under-21.

## Statistiche

### Presenze e reti nei club
Statistiche aggiornate al 5 agosto 2025.
| Stagione        | Squadra         | Campionato      | Campionato | Campionato | Coppe nazionali | Coppe nazionali | Coppe nazionali | Coppe continentali | Coppe continentali | Coppe continentali | Altre coppe | Altre coppe | Altre coppe | Totale | Totale | Totale |
| Stagione        | Squadra         | Comp            | Pres       | Reti       | Comp            | Pres            | Reti            | Comp               | Pres               | Reti               | Comp        | Pres        | Reti        | Pres   | Reti   |        |
| --------------- | --------------- | --------------- | ---------- | ---------- | --------------- | --------------- | --------------- | ------------------ | ------------------ | ------------------ | ----------- | ----------- | ----------- | ------ | ------ | ------ |
| 2022-2023       | PAOK B          | SL2             | 9          | 6          | -               | -               | -               | -                  | -                  | -                  | -           | -           | -           | 9      | 6      |        |
| 2023-2024       | PAOK B          | SL2             | 1          | 1          | -               | -               | -               | -                  | -                  | -                  | -           | -           | -           | 1      | 1      |        |
| Totale PAOK B   | Totale PAOK B   | Totale PAOK B   | 10         | 7          |                 | -               | -               |                    | -                  | -                  |             | -           | -           | 10     | 7      |        |
| 2022-2023       | PAOK            | SL              | 4          | 1          | CG              | 3               | 0               | -                  | -                  | -                  | -           | -           | -           | 7      | 1      |        |
| 2023-2024       | PAOK            | SL              | 16         | 3          | CG              | 3               | 1               | UECL               | 4                  | 0                  | -           | -           | -           | 23     | 4      |        |
| Totale PAOK     | Totale PAOK     | Totale PAOK     | 20         | 3          |                 | 6               | 1               |                    | 4                  | 0                  |             | -           | -           | 30     | 4      |        |
| 2024-2025       | Norimberga      | 2L              | 23         | 12         | CG              | 1               | 0               | -                  | -                  | -                  | -           | -           | -           | 24     | 12     |        |
| 2025-2026       | Brighton        | PL              | 0          | 0          | FACup+CdL       | 0               | 0               | -                  | -                  | -                  | -           | -           | -           | 0      | 0      |        |
| Totale carriera | Totale carriera | Totale carriera | 0          | 0          |                 | 0               | 0               |                    | -                  | -                  |             | -           | -           | 0      | 0      |        |

## Palmarès

### Club

#### Competizioni nazionali
- Souper Ligka Ellada: 1

PAOK: 2023-2024